# 아라푸라해

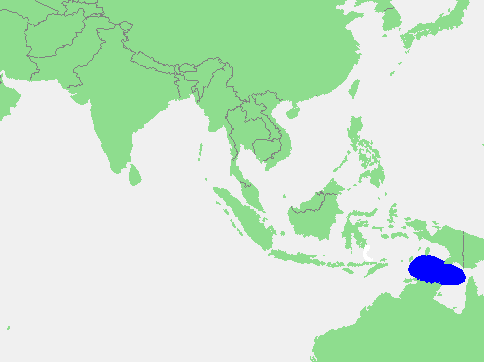
아라푸라해의 위치

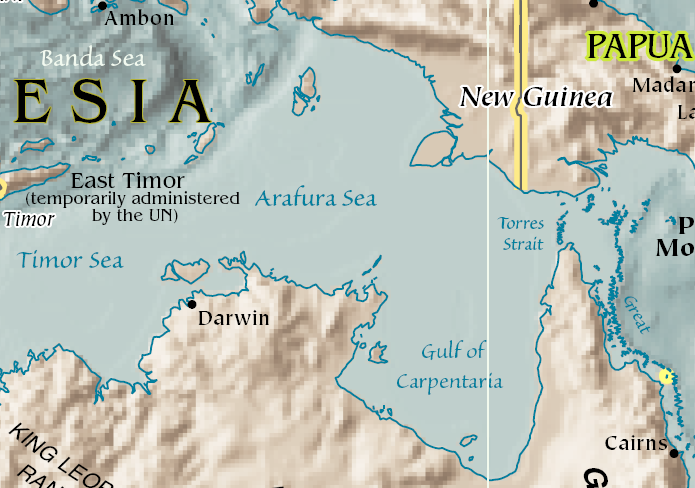
아라푸라해 지도

아라푸라해(Arafura Sea)는 오스트레일리아와 인도네시아령 뉴기니섬 사이의 대륙붕에 놓인 얕은 바다이다. 동쪽으로 산호해, 서쪽으로 티모르해, 남쪽으로 카펀테리아만와 접하고 있다. 그 폭은 동서로 1,290킬로미터, 남북으로 560킬로미터이다. 깊이는 50~80미터 정도로, 서쪽으로 갈수록 깊어진다.